# Б-274 «Петропавловск-Камчатский»
Б-274 «Петропавловск-Камчатский» — российская дизель-электрическая подводная лодка проекта 636.3 «Варшавянка» входящая в состав 19-й БрПЛ ПрФлРС Приморской флотилии разнородных сил Тихоокеанского флота ВМФ России. Седьмой корабль проекта 636.3 «Варшавянка», назван в честь российского города Петропавловск-Камчатский, унаследовал это имя от стратегической атомной подводной лодки К-211 «Петропавловск-Камчатский».

## История строительства
7 сентября 2016 года между Министерством обороны Российской Федерации (Минобороны России) и акционерным обществом (АО) «Адмиралтейские верфи» был подписан контракт на строительство серии из 6 подводных лодок проекта 636.3 для Тихоокеанского флота ВМФ ВС России.
Строительство было начато 28 июля 2017 года на заводе «Адмиралтейские верфи», лодке был присвоен заводской номер 01614.
«Петропавловск-Камчатский» был спущен на воду 28 марта 2019 года. В церемонии спуска принял участие заместитель главнокомандующего ВМФ России вице-адмирал И. Т. Мухаметшин.
16 августа 2019 года ДЭПЛ «Петропавловск-Камчатский» вышла на заводские ходовые испытания в Балтийское море.

## Задачи
Всего ТОФ получит шесть  подводных лодок  проекта 636.3 «Варшавянка», которым предстоит играть очень важную роль. Их основная задача — прикрытие районов развертывания атомных подводных лодок, несущих межконтинентальные ракеты. По малошумности они превосходят субмарины других стран. Крылатые ракеты «Калибр-ПЛ» на борту делают их по-настоящему многоцелевыми. Подлодки с такими боеприпасами могут работать как по надводным, так и по наземным целям. Таким образом они смогут поддерживать и морские, и десантные или сухопутные операции. 

## История службы
Командиром лодки назначен капитан 3 ранга Юсупов А. Е.
Предполагается, что Б-274 станет флагманской лодкой бригады ПЛ проекта 636.3 на Тихом океане. Соединение из 6 кораблей («Петропавловск-Камчатский», Б-603 «Волхов», Б-602 «Магадан», Б-588 «Уфа», «Можайск» и «Якутск») создаётся на основе опыта 4-й отдельной бригады подводных лодок Черноморского флота, также состоящей из «Варшавянок».
25 ноября 2019 года принята в состав ВМФ России. На лодке торжественно поднят Андреевский флаг.
В 2020 году ДЭПЛ проекта 636.3 «Петропавловск-Камчатский» вошла в состав 19-й бригады подводных лодок Приморской флотилии разнородных сил Тихоокеанского флота ВМФ России.
В августе—ноябре 2021 года в составе отряда кораблей (корвет «Гремящий», подводная лодка Б-603 «Волхов») совершил трехмесячный межфлотский переход из Балтийска во Владивосток. Корабли шли южным путём, через Средиземное море и Суэцкий канал, преодолев Атлантический, Индийский и Тихий океаны, в общей сложности пройдя за 107 суток более 16 000 морских миль. В пути корабль принял участие в учениях с отрядом кораблей Северного флота, успешно выдержал несколько штормов. В декабре 2021 года приступил к несению боевой службы в составе ТОФ.